# Syncrangon
Syncrangon is een geslacht van kreeftachtigen uit de klasse van de Malacostraca (hogere kreeftachtigen).

## Soorten
- Syncrangon angusticauda (De Haan, 1844 [in De Haan, 1833-1850])
- Syncrangon dentata (Balss, 1914)